# Maria Antonia Bandres
Maria Antonia Bandres (ur. 6 marca 1898 w Tolosie; zm. 27 kwietnia 1919 w Salamance) – hiszpańska zakonnica, Błogosławiona Kościoła katolickiego.

## Życiorys
Przyszła na świat w Kraju Basków, jako drugie z piętnaściorga dzieci swoich rodziców. W dniu 8 grudnia 1915 roku wstąpiła w |Salamance do założonego w roku 1871 przez Kandydę Marię od Jezusa Zgromadzenia Córek Jezusa. 31 maja 1918 roku złożyła śluby zakonne i wkrótce ciężko zachorowała. Lekarz, który ją leczył, był poruszony jej wiarą i pogodą ducha. Zmarła 27 kwietnia 1919 roku w opinii świętości mając 21 lat.
Została beatyfikowana przez papieża Jana Pawła II w dniu 12 maja 1996 roku.